# Tasikhargo
Tasikhargo is een bestuurslaag in het regentschap Wonogiri van de provincie Midden-Java, Indonesië. Tasikhargo telt 3004 inwoners (volkstelling 2010).